# Malmö26
Malmö26 är benämningen på dels den arbetskonflikt som ägde rum i Malmö den 1 december 2006 mellan Malmö LS (SAC) och sushirestaurangen Izakaya Koi, dels den fackliga kampanj som lanserades sedan de 26 strejkvakterna i konflikten hade åtalats för egenmäktigt förfarande och ohörsamhet mot ordningsman. 25 av de 26 åtalade dömdes till 60 dagsböter var och att betala 10 000 kronor till restaurangägaren.

## Bakgrunden
Bakgrunden till konflikten var att en kock på restaurangen, tillika medlem av Malmö LS, under en företagsresa hamnade i bråk med sin chef och polisanmälde händelsen som misshandel. Chefen gjorde då en motanmälan. Efter händelsen avskedades kocken från restaurangen. Malmö LS opponerade sig även mot att restaurangen inte hade kollektivavtal. Efter att detta uppdagats varslade Malmö LS om en blockad av företaget, och den 1 december 2006 genomfördes blockaden av omkring åttio personer. Blockadvakterna försvårade för kunder för att ta sig in i restaurangen och tumult uppstod när polis kom till platsen och använde pepparsprej för att skingra blockaden. 26 medlemmar stod efter blockaden åtalade för ohörsamhet mot ordningsmakt och egenmäktigt förfarande. 25 av dessa fälldes på båda åtalspunkterna till dagsböter.

## Juridiskt eftermäle
Chefen dömdes den 28 april 2008 för misshandel av en annan person.

## Kampanjen

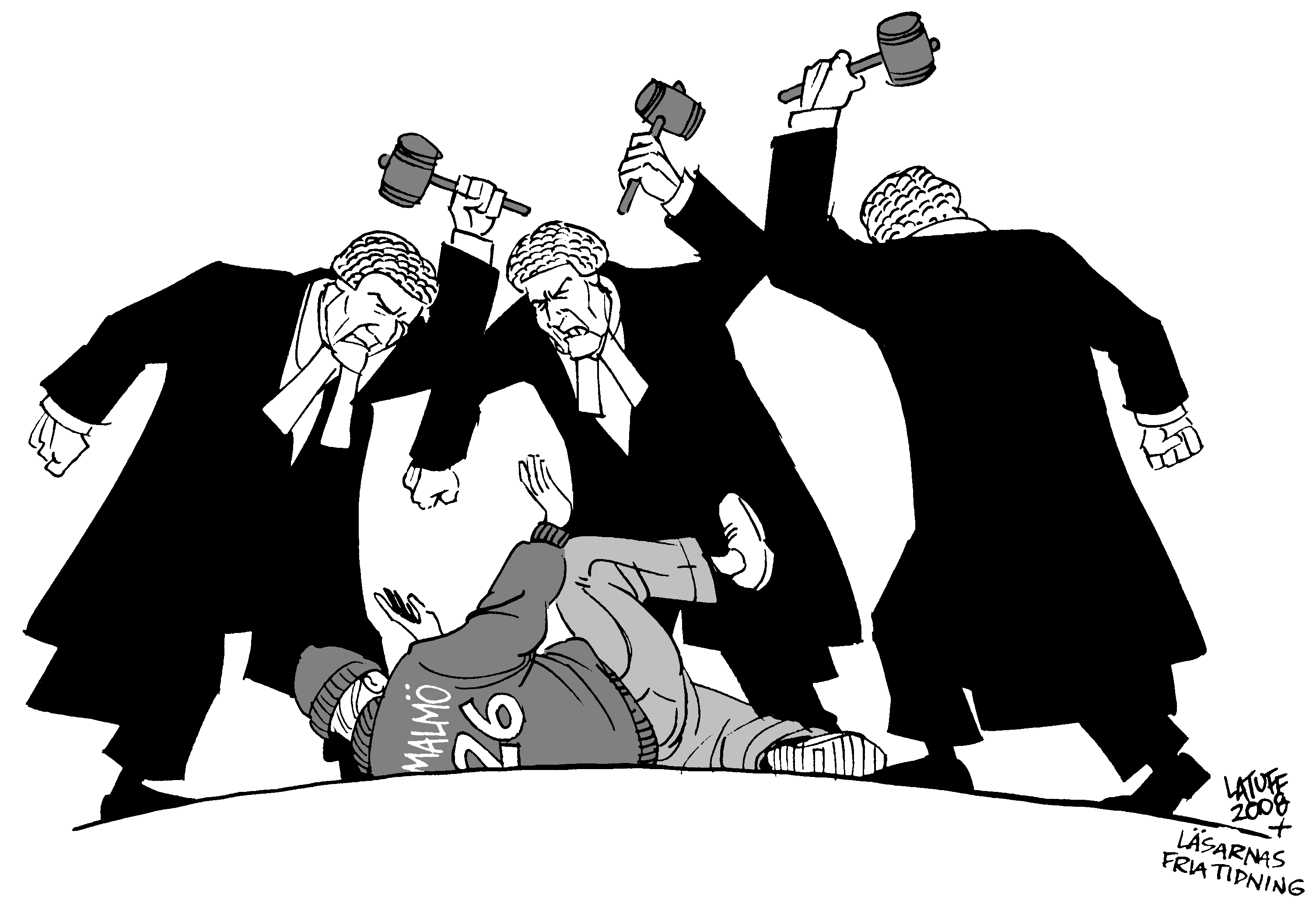
Serieteckning om domstolsfallet av Carlos Latuff

Efter åtalet lanserade SAC en kampanj, Malmö26, till stöd för de 26 åtalade med en fackligpolitisk utgångspunkt, inför rättegången som ägde rum 3–6 november 2008.
Kampanjen innefattade flygbladsutdelningar, kontakt med media, affischeringskampanj samt webbsidebygge. Aktiva i bland annat Malmö, Jönköping, Göteborg och Stockholm har varit engagerade.